# Kerkabarabás, Zala
Kerkabarabás  este un sat în districtul Lent, județul Zala, Ungaria, având o populație de 283 de locuitori (2011). 

## Demografie
Componența etnică a satului Kerkabarabás
     Maghiari (90,71%)
     Romi (7,86%)
     Germani (1,43%)
Componența confesională a satului Kerkabarabás
     Fără religie (6,71%)
     Reformați (2,12%)
     Necunoscută (91,17%)
     Alte religii (1,41%)
Conform recensământului din 2011, satul Kerkabarabás avea 283 de locuitori. Din punct de vedere etnic, majoritatea locuitorilor (90,71%) erau maghiari, existând și minorități de romi (7,86%) și germani (1,43%). Nu există o religie majoritară, locuitorii fiind persoane fără religie (6,71%) și reformați (2,12%). Pentru 91,17% din locuitori nu este cunoscută apartenența confesională.